# Plac Hradczański
Plac Hradczański (czeski: Hradčanské náměstí) – plac znajdujący się w samym sercu Hradczan, w części Praga 1, w bezpośrednim sąsiedztwie Zamku Praskiego. Jest to główny plac Hradczan, który leży po wschodniej stronie pierwszego dziedzińca, zachodniej bramy i fasady na zachód od Zamku Praskiego. Po stronie południowej prowadzi Drogą Królewską do ulicy Ke hradu (od górnego końca ulicy Nerudova). Znajduje się tam taras widokowy z przepięknym widokiem na Pragę, niedaleko tego miejsca został umieszczony posąg pierwszego czechosłowackiego prezydenta Tomasza Masaryka z okazji 150. rocznicy jego urodzin. Przy placu stoi 5 pałaców:
- Pałac Schwarzenbergów
- Pałac Arcybiskupi
- Pałac Sternbergów
- Pałac Toskański
- Pałac Martinicki

W zachodniej części placu jest mały skwer na którym stoi kolumna morowa z posągiem Madonny, wybudowana w 1726 roku przez Brokoffa.